# Samuele Mazzuchelli
Samuel Carlos Mazzuchelli (Milán, 4 de noviembre de 1806 - Benton, 23 de febrero de 1864) fue un sacerdote católico ítalo-estadounidense, fraile de la Orden de los Predicadores, misionero en los Estados Unidos y fundador de la Congregación del Santísimo Rosario de Sinsinawa. Es considerado venerable en la Iglesia católica.

## Biografía
Luego de haber estudiado en la escuela de los padre comascos en Lugano, en Suiza, en 1823 decidió unirse a la Orden de los Predicadores. Sus primeros estudios eclesiásticos los realizó en Faenza y prosiguió en Roma. En 1828 fue enviado como misionero a los Estados Unidos para trabajar en la pastoral entre los nativos americanos y los colonos católicos residentes en Ohio y Michigan. Fue ordenado sacerdote en 1830 y vivió cinco años entre las tribus indígenas de Wisconsin y del norte de Michigan, promoviendo su cultura y sus derechos de cara a las violaciones de la que eran objeto por parte del gobierno federal. Publicó para los indígenas libros de catequesis y oraciones en sus propias lenguas.
Mazzuchelli a pesar de estar en la misión, estaba siempre en contacto con la situación italiana, era partidario del catolicismo liberal y veía con favor el proceso del Risorgimento y la separación de la Iglesia y el Estado, colocando como ejemplo el modelo americano. En 1847 fundó la Congregación del Santísimo Rosario de Sinsinawa afiliada a la Orden de los Predicadores. Al año siguiente fundó la St. Clara Academy (hoy Dominican University). Mazzuchelli murió en 1864, por problemas respiratorios, durante su visita a los enfermos de su misión.

## Culto
Samuel Mazzuchelli es considerado venerable en la Iglesia católica. Su proceso diocesano de beatificación fue introducido en 1966 y clausurado el 23 de febrero de 1967. Pasado y revisado por la Santa Sede, el papa Juan Pablo II aprobó el decreto de virtudes el 6 de julio de 1993. Actualmente la causa del milagro requerido para su beatificación se encuentra avanzada y solo se espera la respuesta del papa.